# Ryanair
Ryanair Holdings PLC (undertiden også omtalt Ryanair Group) er et irskbaseret holdingselskab som driver en række forskellige lavprisflyselskab, hvoraf det mest velkendte af disse flyselskaber er Ryanair DAC (typisk blot omtalt Ryanair), som udgør størstedelen af konsortiets fly- og driftsaktiviteter. Foruden Ryanair DAC består konsortiet primo 2021 også af flyselskaberne Ryanair UK, Lauda (eller Laudamotion), Buzz og Malta Air.
Ryanair er kendt for at have revolutioneret den europæiske lavprisflybranche ved at tilbyde flybilletter til lave forbrugerpriser. Selskabet er dog samtidig blevet kritiseret for, at de lave billetpriser er sket på bekostning af dårlige arbejdsforhold, manglende kundeservice samt selskabets brug af kontroversielle ekstragebyrer.
Ryanair blev etableret i 1985 af Christopher Ryan, Liam Lonergan og Tony Ryan. Selskabet har i dag hovedkvarter i den irske by Swords, som er beliggende lidt nord for hovedstad Dublin nær Dublin Lufthavn. Selskabet har i dag (2021) i alt 82 driftsbaser, hvoraf Dublin Lufthavn og London Stansted Airport er selskabets største driftsbaser. Ryanair har (pr. 2021) flyforbindelse mellem over 200 destinationer fordelt på 40 lande og har en flåde bestående af over 470 fly (fortrinsvis af flytypen Boeing 737). Selskabet var, målt på antallet af passagerer, Europas største flyselskab i 2019 og det sjette største i verden med i alt over 148 millioner passagerer på årsbasis.

## Historie
Ryanair blev grundlagt i 1984 under navnet "Danren Enterprises" af de tre irske forretningsmænd Christopher Ryan, Liam Lonergan og Tony Ryan. Selskabet blev kort tid efter omdøbt til "Ryanair", og begyndte sine operationer i 1985 med et 15-sæders Embraer Bandeirante turbopropfly, som fløj mellem Waterford Airport (Waterford, Irland) og London Gatwick Airport. Stewardesserne måtte ikke være højere end 158 cm, da flyet kun havde en kabinehøjde på 160 cm.
I 1986 åbnede selskabet sin anden rute mellem Dublin Lufthavn og London Luton Airport, hvilket var en rute der allerede var betjent af British Airways/Aer Lingus. På dette tidspunkt var de store nationale flyselskaber (som eksempelvis British Airways og Aer Lingus) beskyttet mod konkurrence af forskellige lovgivninger, hvilket i praksis betød, at Ryanair skulle have godkendelse fra én regering, før de måtte konkurrere direkte mod British Airways/Aer Lingus på ruten mellem Dublin og Luton. Den irske regering var ikke villige til at give denne godkendelse, da de ønskede at beskytte det, på dette tidspunkt, statsejet Aer Lingus, men det var derimod den britiske regering — som under Margaret Thatchers ledelse havde påbegyndt en heftig deregulerings-dagsorden. Som følge heraf kunne Ryanair åbne ruten mellem Dublin og Luton og for første gang direkte konkurrere med de store nationale flyselskaber. Her var Ryanair i stand til at halvere billetprisen, i forhold til hvad British Airways og Aer Lingus tidligere havde tilbudt. 
Siden da har selskabet oplevet kraftig vækst stort set hvert år (der var dog en nedgang i forbindelse med Golfkrigen 1991) og er de seneste år vokset kraftigt, også efter terrorangrebene 11. september 2001, hvor de fleste traditionelle flyselskaber har haft store økonomiske problemer.

## Forretningsmodel
Ryanair har oprindeligt kopieret deres lavpris-forretningsmodel efter det amerikanske lavprisflyselskab Southwest Airlines, men har siden selv videreudviklet og forfinet denne model. Overordnet set går Ryanairs forretningsmodel ud på at tilbyde de lavest mulige billetpriser, i håb om dels at vinde markedsandele fra konkurrenter, dels tiltrække nye prissensitive kunder — altså kunder, som under andre omstændighed ville have valgt andre transportformer (bil, færge, tog etc.) eller slet ikke at rejse.
Ligesom Southwest Airlines, har Ryanair en fokuseret flåde af passagerfly bestående hovedsageligt af én flytype: selskabet har per 2021 over 450 narrow body-fly af typen Boeing 737. En fokuseret flåde giver dels Ryanair høj fleksibilitet, da ét fly i så fald eksempelvis let kan erstatte et andet fly i tilfælde af tekniske problemer, uden dette giver anledning til nogle nævneværdige komplikationer. Derudover medfører en ensartet flåde, at omkostninger i forhold til vedligeholdelse minimeres som følge af eksempelvis stordriftsfordele og specialisering. Således kan selskabet eksempelvis købe mange af de samme reservedele, ligesom selskabets mekanikere er stærkt specialiseret og har stort kendskab til netop den ene flytype, som selskabet har valgt. Ligeledes skaber det øget fleksibilitet og stordriftsfordele i forhold til Ryanairs piloter, da alle disse skal/er trænet og uddannet i at flyve samme flytype. 

### Innovation by subtraction
Ryanairs forretningsmodel afskiller sig særligt fra Southwest Airlines' forretningsmodel gennem en særlig aggressiv tilgang til det koncept, som på engelsk kendes som "innovation by subtraction" (på dansk: "innovation ved at fjerne"). Med dette begreb skal forstås, at Ryanair forsøger at fjerne en masse traditionelle services og ydelser — som kunderne er klar til at gå på kompromis med — mod, at kunden kompenseres med lavere billetpriser og/eller nye muligheder.
Af eksempler på anvendelse af dette koncept kan nævnes, at Ryanair flyver til en række mindre lufthavne, hvilket minimerer handlingomkostningerne, hvilket gør at selskabet kan tilbyde endnu lavere billetpriser. Således benytter selskabet bl.a. Stockholm-Skavsta Flygplats ved Nyköping 100 km syd for Stockholm, i Tyskland benyttes lufthavnen Frankfurt Hahn i Pfalz i stedet for Frankfurts internationale lufthavn, mens Flughafen Lübeck Blankensee benyttes som alternativ til Flughafen Hamburg. Ryanair kan opnå store besparelse ved at flyve til disse mindre lufthavne, da disse ikke alene tilbyder lavere handlingomkostninger, men ligeledes — typisk ved hjælp af økonomisk støtte fra omkringliggende kommuner og byer — tilbyder Ryanair penge for ugentligt at bringe trafik/turister til lufthavnen og området. Derved kan Ryanair bruge (i hvert fald noget af) denne besparelse på at tilbyde endnu lavere billetpriser. I Danmark kan dette også ses, idet Ryanair tilbyder mange afgange, til attraktive priser, fra mindre lufthavne såsom Aarhus Lufthavn, Billund Lufthavn og Aalborg lufthavn fremfor Københavns Lufthavn. 
Ryanair's CEO, Michael O'Leary, blev i 2016 sågar citeret for at have sagt, at "Jeg har en vision om, at inden for de næste fem til ti år, vil det være gratis at flyve med Ryanair", hvilket O'Leary bl.a. forklarede ved, at Ryanair ville modtage stigende indtægter fra de enkelte lufthavne.

## Kritik
Ryanair er blevet kritiseret af tidligere ansatte, luftfartskonkurrenter, passagerer, politikere, firmaer og aviser/nyhedsudsendelser.
- Ryanairs prispolitik med talrige gebyrer, der først fremkommer sent i bestillingen af billetter, har været genstand for massiv kritik af såvel konkurrenter som forbrugere. På samme måde har Ryanair også selv kritiseret konkurrenternes prispolitik, eksempelvis SAS' indførelse af et brændstoftillæg (til sammenligning kan læse om Ryanairs "Fuel incidents" (læs den engelske artikel)).

- Ryanair er også kritiseret for at presse priserne historisk lavt ned, på bekostning af de ansattes vilkår, erfarer DR Nyheder.
- Ryanairs markedsføring har talrige gange givet anledning til kritik fra det britiske reklametilsyn Advertising Standards Authority.
- Mange af Ryanairs flys navngivning er en direkte hån mod konkurrenterne; eksempelvis hedder et af flyene i selskabets flåde, der består af 305 stk. Boeing 737-800, Bye Bye Latehansa (Lufthansa).
- Ryanairs CEO, Michael O'Leary, har kaldt en passager, der glemte sit boardingpass, for en idiot samt "dumme passagerer".
- I 2010 ville Ryanair indføre møntkast, så et toiletbesøg ville koste €1.
- Siemens har boykottet Ryanair, så de i alt 380.000 ansatte ikke må flyve med selskabet på forretningsrejser, da man frygter for de ansattes sikkerhed. I Danmark og Norge har politikere boykottet selskabet med begrundelse af dårlige arbejdsvilkår.
- Ryanair-piloter slipper for at betale skat i Danmark. I Tyskland har en lignende sag ført til at de tyske myndigheder har ransaget flere af piloternes hjem.
- Cabin Crew hos Ryanair skal selv betale omtrent 1000 DKK for deres uniform, som hos andre selskaber er en selvfølge, at den er gratis. ID kort er hos Ryanair heller ej gratis.
- Ansatte er på prøvetid i et år. Hvis de siger op inden for deres prøveperiode, skal de betale 200 Euro for dette (det trækkes i deres løn).
- Personalet får kun løn for den tid de er i bevægelse[kilde mangler], hvilket betyder rengøring og boarding skal overstås hurtigt.
- Ansatte modtager ikke løn under sygdom, barsel eller standbyvagter. Heller ingen ret til barsel. Herudover kan ansatte inden for et år fyres med en uges varsel. Ansatte inden for 13 uger kan fyres med én dags varsel.
- I Ryanair er der en rangliste, som rangerer efter piloternes brændstofforbrug, og kan muligvis gøre sikkerheden dårligere, da chancen for at piloterne vil bruge mindre brændstof end hvad der er godt, bliver forøget, og piloternes karrierer muligvis kan blive ødelagt, ved dårlige bemærkninger, ved nyt job. [22]

## Konflikten mellem det danske flypersonale og Ryanair 2015
Ryanair-konflikten i begyndelsen af 2015 handlede om at Flyvebranchens Personale Union (FPU) og Serviceforbundet, der er en del af LO, forsøgte at få en overenskomst på plads med Ryanair for medarbejderne i flyselskabets nye base i Københavns Lufthavn. FPU og Serviceforbundet oplevede massiv opbakning fra andre faglige organisationer, og 230 europæiske fagforeninger i 42 lande støttede op om konflikten. Ryanair ville ikke forhandle med fagbevægelsen, og det irske luftfartsselskab lukkede derfor sine baser i København og Billund for at undgå fagbevægelsens lovlige blokader.
Tidslinje over konflikten:
- 7. januar: FPU/Serviceforbundet meddeler til Ryanair, at det ønsker en dansk overenskomst for de medarbejdere, der skal arbejde i Ryanairs kommende base i København. Ryanair afviser ønsket. I ugerne efter varsler FPU/Serviceforbundet flere gange konflikt over for Ryanair, som ikke anerkender, at det er lovligt.

- 18. marts: Første Ryanair-fly fra København forsinkes tre timer, fordi omkring 50 lufthavnsansatte står omkring flyet, der derfor ikke kan komme af sted. Ryanair indbringer efterfølgende flere fagforbund for Arbejdsretten.
- 26. marts: Ryanair åbner officielt base i København.
- 1. juli: Arbejdsretten fastslår, at Serviceforbundet lovligt kan varsle og iværksætte en konflikt til støtte for kravet om en overenskomst for piloter og besætningsmedlemmer på Ryanairs baser i København.
- 2. juli: LO meddeler, at man vil indlede konflikt mod Ryanair i Københavns Lufthavn fra 18. juli.
- 3. juli: Ryanair meddeler, at man lukker basen i København 14. juli og flytter det tilhørende fly til Litauen.
- 7. juli: Ryanair meddeler, at man er parat til at beholde basen i København, hvis konfliktvarslet trækkes tilbage.
- 8. juli: Efter et kort møde mellem Ryanair og Serviceforbundet står det klart, at selskabet ikke vil forhandle overenskomst, og at fagbevægelsen ikke vil droppe sit konfliktvarsel.
- 14. juli: Ryanair meddeler, at man højst sandsynligt lukker sin base i Billund fredag 17. juli, hvis ikke fagbevægelsen dropper sin blokade inden 15. juli klokken 17.
- 15. juli: Ryanair oplyser, at basen i Billund Lufthavn lukkes, da fagbevægelsen ikke inden deadline har droppet sin konfliktvarsel. Dermed er der ingen grund til at gennemføre konflikten fra 18. juli, da intet Ryanair-personale har base i Danmark.[25]